# تاكافومي سوزوكي
تاكافومي سوزوكي (باليابانية: 鈴木 崇文) (17 نوفمبر 1987 في شيزوكا في اليابان – )؛ هو لاعب كرة قدم ياباني سابق كان يلعب كلاعب وسط.

## وصلات خارجية
- تاكافومي سوزوكي على موقع رابطة كرة القدم اليابانية للمحترفين (اليابانية)
- تاكافومي سوزوكي على موقع قاعدة بيانات كرة القدم.إي يو (الإنجليزية)
- تاكافومي سوزوكي على موقع Soccerway.com (الإنجليزية)